# František Šmarda
František Šmarda (1902, Třebíč – 1976) byl český botanik a mykolog a popularizátor mykologie.

## Životopis
František Šmarda se narodil 29. května 1902 v Třebíči. Do roku 1920 studoval na české reálné škole v Brně, v roce 1921 ukončil učitelský ústav v Brně.
Od roku 1921 do roku 1923 Šmarda učil na škole v Oslavanech, mezi lety 1923 a 1926 v Žebětíně, v roce 1927 v Adamově a mezi lety 1927 a 1955 v Kuřimi. V letech 1945 – 1950 studoval na fakultě přírodních věd Masarykovy univerzity, v roce 1950 získal doktorát.
Po roce 1955 Šmarda po dobu sedmi let pracoval v geobotanické laboratoři Československé akademie věd v Brně a mezi lety 1962 a 1968 byl pracovníkem Botanického ústavu Akademie věd.
Dne 24. dubna 1976 František Šmarda zemřel.

## Ocenění
Šmarda byl členem několika vědeckých společností: Československé botanické společnosti, Mykologického klubu v Brně, Československé vědecké společnosti pro mykologii a dalších.
V Brně-Líšni byla po Františku Šmardovi a jeho bratrovi Janu Šmardovi (1904–1968, bryolog a geobotanik) pojmenována ulice Bratří Šmardů.

## Vědecké publikace
výběr
- Šmarda, F. Výsledky mykologického výzkumu Moravy. — Brno, 1942. — 41 s.
- Šmarda, F. Rostlinná společenstva území přesypových písků lesa Doubravy u Hodonína. — Praha, 1961. — 76 s.
- Šmarda, F. Pilzgesellschaften einiger Laubwälder Mährens. — Praha, 1972. — 53 s.
- Šmarda, F. Die Pilzgesellschaften einiger Fichtenwälder Mährens. — Praha, 1973. — 44 s.

## Houby pojmenované po F. Šmardovi
- Smardaea[3] Svrček, 1969
- Geastrum smardae[4] V. J. Stanek, 1956
- Helotium smardae[5] Velen., 1939
- Tomentella smardae[6] Pilát, 1942 [≡ Trechinothus smardae (Pilát) E. C. Martini & Trichies, 2004]
- Verrucaria smardae[7] Servít, 1948